# Jimmy Bonthrone
Jimmy Bonthrose (Kinglassie, 16 giugno 1929 – 7 giugno 2008) è stato un allenatore di calcio e calciatore scozzese, di ruolo attaccante.

## Palmarès

### Giocatore

#### Competizioni nazionali
- Coppa di Lega scozzese: 2

East Fife: 1949-1950, 1953-1954